# Eric Ebron
Eric Ebron (Newark, 10 aprile 1993) è un giocatore di football americano statunitense che milita nel ruolo di tight end per i Pittsburgh Steelers della National Football League (NFL). Fu scelto come decimo assoluto nel Draft NFL 2014. Al college ha giocato a football all'Università della Carolina del Nord a Chapel Hill.

## Carriera universitaria
Ebron frequentò la University of North Carolina dal 2011 al 2013. Nella sua prima stagione disputò dieci partite, facendo registrare 10 ricezioni per 207 yard e un touchdown. Nella seconda disputò come titolare tutte le 11 gare, con 40 ricezioni per 625 yard (entrambi record dei Tar Heels per un tight end) e 4 touchdown. Nel 2013 ricevette  62 passaggi per 973 yard e 3 TD, venendo inserito nella formazione ideale della Atlantic Coast Conference. Fu anche finalista del John Mackey Award, assegnato al miglior tight end della nazione a livello universitario.
Il 25 novembre 2013, Ebron annunciò di rinunciare alla sua ultima stagione nel college football e rendersi eleggibile nel Draft 2014.

## Carriera professionistica

### Detroit Lions
Ebron era considerato dagli analisti il miglior tight end disponibile e una scelta della prima metà del primo giro del Draft 2014. L'8 maggio fu scelto come decimo assoluto dai Detroit Lions. Debuttò come professionista subentrando nella vittoria della settimana 1 contro i New York Giants senza ricevere alcun passaggio. I primi tre, per 38 yard, li ricevette la domenica successiva contro i Carolina Panthers. Il primo touchdown, Ebron lo ricevette da Matthew Stafford nella vittoria della settimana 4 contro i Jets. La sua stagione da rookie si concluse con 25 ricezioni per 248 yard e un touchdown in 13 presenze, 7 delle quali come titolare.
Dopo una sola marcatura nella sua prima stagione, Ebron andò subito a segno nel debutto della stagione 2015 contro i San Diego Chargers. La sua annata si chiuse con un primato personale di cinque touchdown.

### Indianapolis Colts

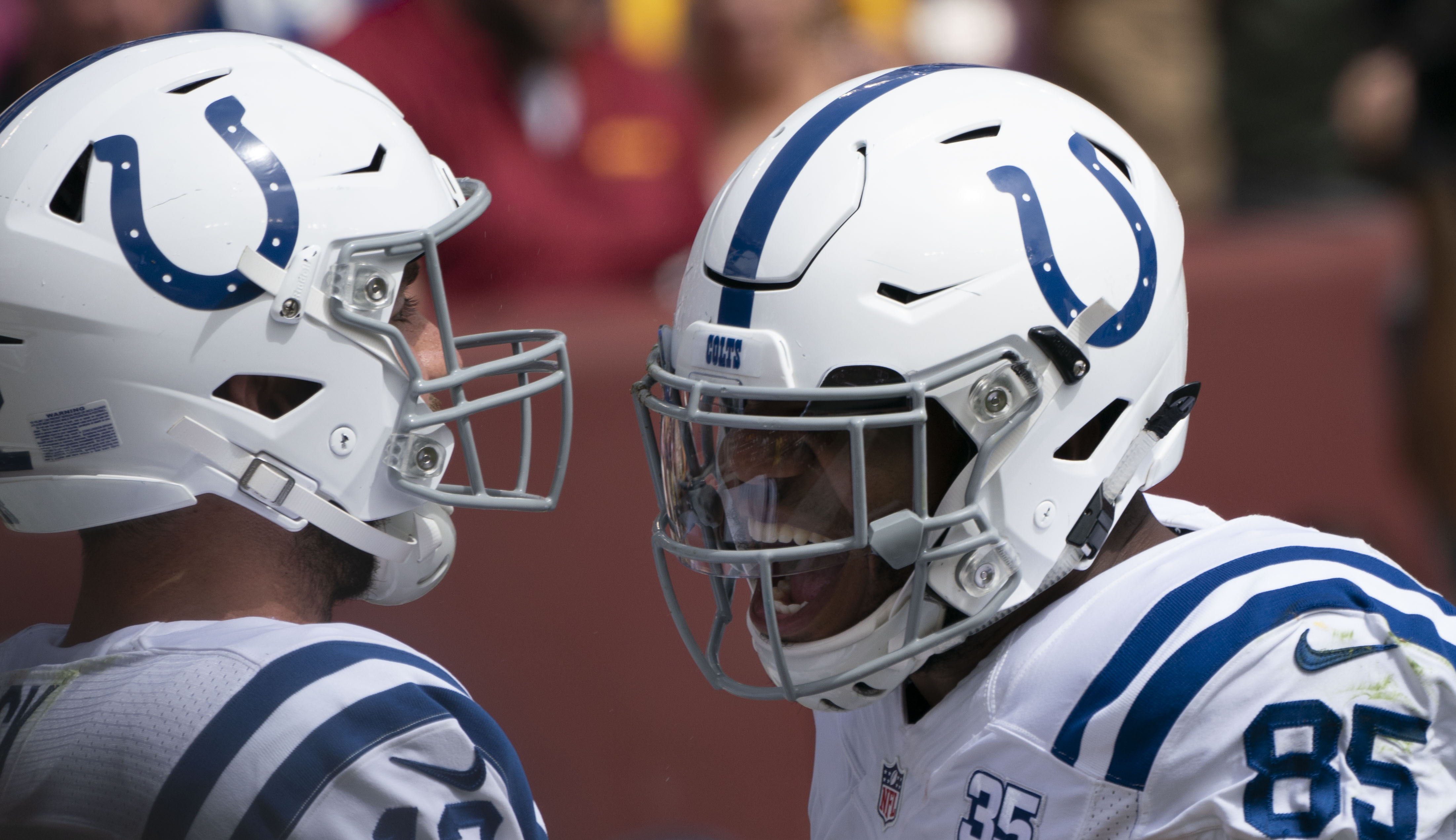
Ebron col quarterback Andrew Luck

Il 19 marzo 2018, Ebron firmò un contratto biennale da 15 milioni di dollari con gli Indianapolis Colts. Nel quinto turno contro i New England Patriots, Ebron registrò nove ricezioni per un record personale di 105 yard ricevute e due touchdown su ricezione. I Colts vennero sconfitti 38–24. L'11 novembre 2018, nell'incontro del decimo turno contro i Jacksonville Jaguars, Ebron disputò una delle migliori prove stagionali segnando tre touchdown complessivi, due su ricezione e uno su corsa. Nel dodicesimo turno contro i Miami Dolphins, Ebron segnò due touchdown su ricezione, aiutando la squadra a vincere per 27–24. Il primo anno con i Colts fu il migliore della sua carriera: stabilì nuovi record in carriera per ricezioni (66), yard ricevute (750) e touchdown ricevuti (13, guidando tutti i tight end nella lega e secondo a pari merito con Davante Adams). A fine stagione fu convocato per il suo primo Pro Bowl.

### Pittsburgh Steelers
Il 20 marzo 2020 Ebron firmò con i Pittsburgh Steelers un contratto biennale del valore di 12 milioni di dollari.

## Palmarès
- Convocazioni al Pro Bowl: 1

2018

## Statistiche
| Legenda   | Legenda          |
| --------- | ---------------- |
| Grassetto | Record personale |

### Stagione regolare
| Stagione | Squadra  | Partite | Partite | Ricezioni | Ricezioni | Ricezioni | Ricezioni | Ricezioni | Corse | Corse | Corse | Corse | Corse | Fumble | Fumble |
| Stagione | Squadra  | P       | PT      | Ric       | Yard      | Media     | Max       | TD        | Ten   | Yard  | Media | Max   | TD    | Fum    | Persi  |
| -------- | -------- | ------- | ------- | --------- | --------- | --------- | --------- | --------- | ----- | ----- | ----- | ----- | ----- | ------ | ------ |
| 2014     | DET      | 13      | 7       | 25        | 248       | 9,9       | 22        | 1         | 0     | 0     | 0     | 0     | 0     | 0      | 0      |
| 2015     | DET      | 14      | 8       | 47        | 537       | 11,4      | 55        | 5         | 0     | 0     | 0     | 0     | 0     | 0      | 0      |
| 2016     | DET      | 13      | 13      | 61        | 711       | 11,7      | 61        | 1         | 1     | 1     | 1,0   | 1     | 1     | 0      | 0      |
| 2017     | DET      | 16      | 9       | 53        | 574       | 10,8      | 44        | 4         | 0     | 0     | 0     | 0     | 0     | 1      | 1      |
| 2018     | IND      | 16      | 8       | 66        | 750       | 11,4      | 53        | 13        | 3     | -8    | -2,7  | 2     | 1     | 1      | 1      |
| Carriera | Carriera | 72      | 45      | 252       | 2.820     | 11,2      | 61        | 24        | 4     | -7    | -1,8  | 2     | 2     | 2      | 2      |

### Play-off
| Stagione | Squadra  | Partite | Partite | Ricezioni | Ricezioni | Ricezioni | Ricezioni | Ricezioni | Corse | Corse | Corse | Corse | Corse | Fumble | Fumble |
| Stagione | Squadra  | P       | PT      | Ric       | Yard      | Media     | Max       | TD        | Ten   | Yard  | Media | Max   | TD    | Fum    | Persi  |
| -------- | -------- | ------- | ------- | --------- | --------- | --------- | --------- | --------- | ----- | ----- | ----- | ----- | ----- | ------ | ------ |
| 2014     | DET      | 1       | 1       | 3         | 21        | 7,0       | 8         | 0         | 0     | 0     | 0     | 0     | 0     | 0      | 0      |
| 2016     | DET      | 1       | 1       | 2         | 23        | 11,5      | 12        | 0         | 0     | 0     | 0     | 0     | 0     | 0      | 0      |
| 2018     | IND      | 2       | 1       | 8         | 77        | 9,6       | 21        | 1         | 0     | 0     | 0     | 0     | 0     | 0      | 0      |
| Carriera | Carriera | 4       | 3       | 13        | 121       | 9,3       | 21        | 1         | 0     | 0     | 0     | 0     | 0     | 0      | 0      |